# Manne Brandel
Karl Gustaf Emanuel (Manne) Brandel, född 5 maj 1883 i Dillnäs församling, Södermanlands län, död 3 november 1966 i Stockholm, var en svensk militär.
Brandel avlade officersexamen 1904, genomgick Krigshögskolan 1913–1915, var kadettofficer vid Krigsskolan 1916–1919, blev kapten vid Livregementets grenadjärer 1918 och major där 1929. Han blev förste lärare vid Infanteriskjutskolan 1925, överstelöjtnant 1932, överste i armén 1935, chef för Krigsskolan 1933 och var sekundchef för Livregementets grenadjärer 1937–1942. Brandel tjänstgjorde vid franska armén 1929. Han skrev artiklar i olika tidskrifter angående militärpedagogiska frågor och det moderna infanteriets stridsförfarande. Brandel blev riddare av Svärdsorden 1925, av Vasaorden 1929 och av Nordstjärneorden 1937 samt kommendör av andra klassen av Svärdsorden 1938 och kommendör av första klassen 1941.
Manne Brandel var son till kontraktsprost Gustaf Brandel och Dorotea Mellström samt bror till Elias Brandel och far till Torsten Brandel. Han vilar på Norra begravningsplatsen utanför Stockholm.